# Adoretus picticollis
Adoretus picticollis är en skalbaggsart som beskrevs av Fahraeus 1857. Adoretus picticollis ingår i släktet Adoretus och familjen Rutelidae. Inga underarter finns listade i Catalogue of Life.